# 丁江波
丁江波（1977年10月—），汉族，中华人民共和国政治人物。

## 生平
丁江波曾经担任怀宁县平山镇党委副书记、镇长。因在脱贫攻坚战中作出突出贡献，2021年2月25日全国脱贫攻坚总结表彰大会上，丁江波被授予“全国脱贫攻坚先进个人”。
2021年，改任怀宁县自然资源和规划局局长，在任期间主持县自然资源和规划局、县土地收购储备中心、县自然资源规划委员会办公室全面工作。并负责扶贫工作。